# Zübeyde Sultan
Zübeyde Sultan (turco ottomano: زبیدہ سلطان, lett. "cremosa", "dal corpo morbido" o "la prima"; Costantinopoli, 28 marzo 1728 – Costantinopoli, 4 giugno 1756) è stata una principessa ottomana, figlia del sultano Ahmed III e della consorte Emine Musli Kadın.

## Biografia

### Origini
Zübeyde Sultan nacque a Costantinopoli, nel Palazzo Topkapi, il 28 marzo 1728. Suo padre era il sultano ottomano Ahmed III e sua madre una delle sue consorti, Emine Musli Kadın. Aveva una sorella di sangue più grande, Ayşe Sultan.
Nel 1730, la rivolta di Patrona Halil detronizzò suo padre, sostituendolo con suo nipote Mahmud I, figlio di Mustafa II. Zübeyde crebbe quindi nel Palazzo Vecchio, dove fu confinata con le altre figlie nubili di Ahmed e le sue consorti, fino al suo matrimonio. Tuttavia, le venne permesso di mantenere il possesso e le rendite della tenuta Dilsiz Mehmed Ağa, situata a Edirne, che suo padre le aveva assegnato. Mahmud le assegnò inoltre una villa sul lungomare di Eyüp. 

### Matrimonio
Zübeyde si sposò due volte:
- Il 6 gennaio 1748 sposò Karaalizade Süleyman Pasha, beylerbey dell'Anatolia, ma rimane vedova circa sei mesi dopo[4][6].
- Il 6 gennaio 1749 sposò Numan Pasha, che servì come ufficiale delle guardie imperiali, governatore di Salonicco e Kavala e Visir.

Non ebbe figli noti e per la maggior parte della sua vita non visse con suo marito, ma nella sua proprietà a Edirne.
Venne descritta come una donna particolarmente devota e attiva nella beneficenza e nella filantropia, e con una grande passione per la lettura. 

### Morte
Zübeyde Sultan morì di cause naturali il 4 giugno 1756, a 28 anni. Venne sepolta nella Yeni Cami.